# Газиантеп ФК
Газиантеп ФК (на турски Gazişehir Gaziantep Futbol Kulübü) или Газишехир Газиантеп е спортен клуб от град Газиантеп, Турция. Основните дейности на клуба са футбол и баскетбол. Футболния клуб е основан през 1988 г. като Газиантеп Буюкшехир Беледийеспор, клубните цветове са в червен и черен цвят. Играе домакинските си срещи на стадион „Газиантеп Арена“ в Денизли с капацитет 33 502 места.
През сезон 2018 – 19 отбора завършва на 5-о място в Първа лига, но чрез спечелването на плейофа печели правото да направи дебютния си сезон в Суперлигата.

## Предишни имена
| Години      | Име                                                                       |
| ----------- | ------------------------------------------------------------------------- |
| 1988 – 2016 | „Газиантеп ББ (Буюкшехир Беледийеспор)“ Gaziantep Büyükşehir Belediyespor |
| 2016 – 2017 | „Буюкшехир Газиантепспор“ Büyükşehir Gaziantepspor                        |
| 2017 – 2019 | „Газишехир ФК Газиантеп“ Gazişehir Gaziantep FK                           |
| 2019 –      | „Газиантеп ФК“ Gaziantep Futbol Kulübü                                    |

## Успехи
Първа лига: (2 ниво)
- Победител в плейофа (1): 2018/19

Втора лига: (3 ниво)
- Победител (1): 2004/05 (група С)

Трета лига: (4 ниво)
- Победител (1): 1996/97

Купа на Турция
- 1/4 финал (1): 2010/11

## Сезони
- Суперлига: 1 сезон
2019 –
- Първа лига: 18 сезона
1997 – 2001, 2005 – 2019
- Втора лига: 4 сезона
2001 – 2005
- Трета лига: 4 сезона
1993 – 1997
- Аматьорска лига: 5 сезона
1988 – 1993

## Президенти
- 2017 – 19: Адил Сани Конукоглу[1]
- 2019–: Мехмет Буюккекши[2]